# الدخيلة (مسلسل كويتي)
الدخيلة، مسلسل كويتي. كتبه عبد العزيز الحشاش، وأخرجه سامي العلمي، انتج وعرض في شهر رمضان عام 2011.

## الفنانين المشاركين
| اسم الممثل     |
| -------------- |
| هدى حسين       |
| أسمهان توفيق   |
| خالد أمين      |
| سلمى سالم      |
| أحمد السلمان   |
| فاطمة الحوسني  |
| هند البلوشي    |
| مها محمد       |
| علي كاكولي     |
| مسك            |
| أمل عبد الكريم |
| فهد باسم       |
| هنوف السعدون   |
| أريج العطار    |